# Aéroport de Brno
Pour les articles homonymes, voir BRQ.
L'aéroport  de Brno-Tuřany, abrégé par le sigle BRQ (code IATA : BRQ • code OACI : LKTB), est l'aéroport civil qui dessert Brno.

## Histoire
L'ancien aéroport Černovice avec une piste en herbe n'était plus aux normes des avions modernes après la Seconde Guerre mondiale et il a été décidé de construire un nouvel aéroport sur Tuřany et les champs aux alentours. Cet aéroport a été ouvert en 1954 et en 1958 pour le service civil. Déjà dans les années soixante, le nombre de passagers dépasse largement le nombre de 200 000 et 10 000 mouvements d'avions par an. En 1968, les armées d'occupation des troupes du Pacte de Varsovie ont atterri ici, et des avions de transport An-12 et des avions de chasse MiG-21. La piste a été étendue en 1978 de 2 000 m à 2 650 m.
En 1982 l'aéroport a été récupéré par les militaires et le transport de passagers a pratiquement cessé durant 10 ans.
En 1992 l'aéroport redevient civil.
De 2003 à 2008 a eu lieu ici chaque année le meeting CIAF (Czech International Air Fest) . En 2004, l'aéroport a été remis à la région, l'année suivante une nouvelle ligne vers Londres a été mise en opération. En 2006, s'est ouvert un terminal d'architecture moderne et CSA Czech Airlines a lancé des vols réguliers à destination de Prague, puis en 2007 des liens à destination de Moscou et de Gérone.
L'aéroport a progressivement commencé à ressentir les conséquences de la crise financière et économique mondiale, le vol à destination de Gérone a été annulé et plus tard on a partiellement restreint les vols à destination de Prague et à Londres. En 2009, le nombre de passagers baisse d'environ 13 %.
Le dimanche 27 septembre 2009, l'aéroport a été le lieu choisi pour la célébration lors de la visite du Saint-Père Benoît XVI, avec la participation d'environ 120 000 personnes.
Au printemps de 2010, la capacité de la ligne de Moscou est doublée, et la mise en place de vols saisonniers vers Zadar et Milan. Wizz Air est entré en décembre à Brno avec une ligne vers Londres Luton et en mars 2011 annonce la mise en place de lignes supplémentaires vers l'aéroport de Rome Fiumicino.

## Situation
| Brno Karlovy · Vary Marienbad Ostrava Pardubice Prague |

## Statistiques
Le graphique qui aurait dû être présenté ici ne peut pas être affiché car il utilise l'ancienne extension Graph, désactivée pour des questions de sécurité. Des indications pour créer un nouveau graphique avec la nouvelle extension Chart sont disponibles ici.

Voir la requête brute et les sources sur Wikidata.

## Compagnies aériennes et destinations

### Passagers
| Compagnies     | Destinations |
| -------------- | --- |
| Air Montenegro | En saison: Tivat |
| Ryanair        | Bergame-Orio al Serio, Londres-Stansted |
| Smartwings     | En saison: - Antalya, - Bourgas, - Corfou-I. Kapodístrias, - Héraklion-N. Kazantzákis, - Hurghada, - Kos, - Marsa Alam, - Palma de Majorque, - Prévéza-Aktion, - Rhodes-Diagoras, - Varna, - Zante D.-Solomós En saison charter: - Djerba-Zarzis, - Enfidha-Hammamet, - Fuerteventura, - Lamezia Terme, - Madère-C. Ronaldo, - Monastir, - Rabil, - Sal-A. Cabral, - Taba, - Ténériffe-Sud Reine Sofia, - Tirana-Mère-Teresa, - Thessalonique-Makedonía |

Édité le 27/02/2018  Actualisé le 29/12/2022

### Cargo
| Compagnies            | Destinations  |
| --------------------- | ------------- |
| TNT Airways           | Liège, Prague |
| Turkmenistan Airlines | Achgabat      |

## Transport de / vers l'aéroport
Le terminal est situé à environ 2 km de l'autoroute D1 sortie 201, près de Brno-Slatina. L'aéroport est également desservi par un bus de la ville depuis la gare centrale (environ 20 min).